# الحراجة الاجتماعية في الهند

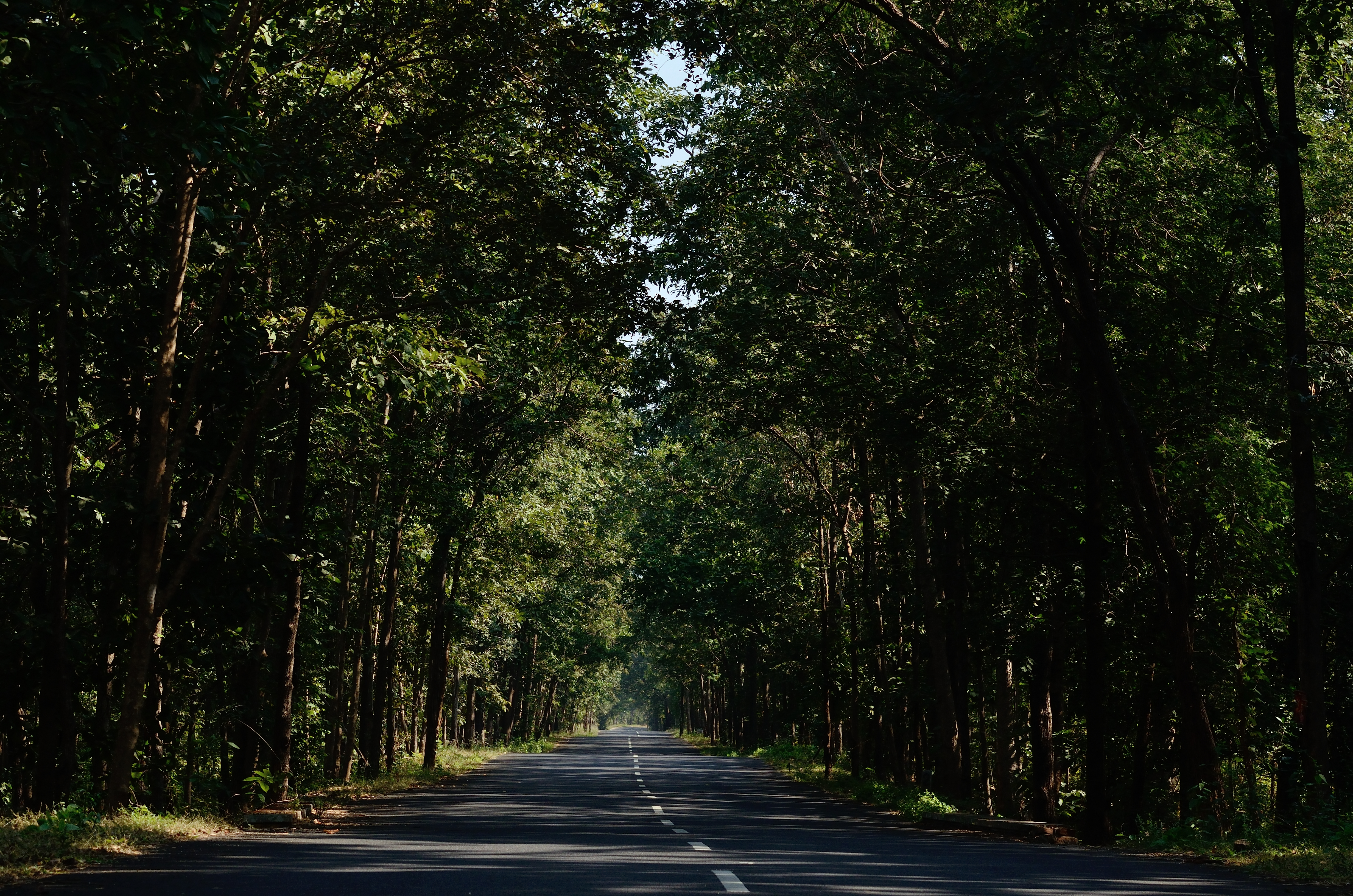
حراجة اجتماعية في مقاطعة أندهرا بادش، الهند.

الحراجة الاجتماعية هي إدارة وحماية الغابات، وتشجير الأراضي الجرداء التي أزيلت منها الأشجار بهدف المساعدة في التنمية البيئية والاجتماعية والريفية.
استُخدم مصطلح الحراجة الاجتماعية لأول مرة في عام 1976 من قبل الهيئة الوطنية للزراعة في الحكومة الهندية. ثم بدأت الهند مشروع الحراجة الاجتماعية بهدف تخفيف الضغط عن الغابات الموجودة عن طريق زراعة أشجار في جميع الأراضي غير المستخدمة أو التي تُركت في وضع الراحة. الحراجة الاجتماعية هي بشكل أساسي نهج «للشعب، وبواسطة الشعب، ومن الشعب». ولذلك فهي نهج ديمقراطي لحفظ واستخدام الغابات.

## برنامج الحراجة الاجتماعية
تحاول الحكومة الهندية زيادة مساحة الغابات القريبة من أماكن استيطان البشر والتي تدهورت على مر السنين نتيجة النشاطات البشرية. زُرعت الأشجار في الحقول الزراعية وحولها، وعلى طول خطوط السكك الحديدية، وعلى جوانب الطرقات، وضفاف الأنهار والقنوات، وفي الأراضي العامة في القرية، والأراضي الحكومية المقفرة، وفي أراضي مجالس الحكم المحلية. بدأ برنامج الحراجة الاجتماعية في الهند بهدف زيادة توفير خشب الوقود في المناطق الريفية والحد من انجراف التربة، وكان برنامجًا فاشلًا نظرًا لافتقاره للتنظيم. من المهم معرفة أن الحراجة الاجتماعية تشمل الاستخدام الأقصى للأرض لأغراض متعددة.

## إشراك عامة الشعب
تهدف الحراجة الاجتماعية إلى زيادة زراعة المواطن العادي للأشجار لتلبية الطلب المتزايد على الأخشاب والوقود الخشبي والعلف، إلخ، وبالتالي تخفيف الضغط عن الغابات التقليدية. مفهوم الغابات الريفية التي تلبي احتياجات أهالي الريف ليس مفهومًا جديدًا، إذ نشأ عبر قرون من الزمن في البلاد، ولكنه أُعطي الآن طابعًا جديدًا.
اعترفت الحكومة مع إدخال هذا المخطط رسميًا بحقوق المجتمعات المحلية في موارد الغابات، وتشجع الآن المشاركة الريفية في إدارة الموارد الطبيعية. أشركت الحكومة المساهمة المجتمعية عبر مخطط الحراجة الاجتماعية كجزء من حملة للتشجير وإعادة تأهيل الغابات المتدهورة والأراضي العامة.

## الحاجة للحراجة الاجتماعية
شعر الناس بالحاجة إلى مخطط الحراجة الاجتماعية لأن الهند لديها مجتمع ريفي غالب على تعداد السكان ما زال يعتمد بشكل كبير على الوقود الخشبي والمنتجات الطبيعة الأخرى في الطهي والتسخين. لن يتناقص هذا الطلب على الوقود الخشبي، بل ستتقلص مساحة الغابات بسبب الزيادة في عدد السكان والنشاطات البشرية. مع ذلك، أدارت الحكومة مشاريع لمدة خمس سنوات، ثم سلمتها لمجالس القرى ليديروها بأنفسهم ويحصلون على المنتجات أو الإيرادات كما يرون ذلك مناسبًا.

## الأنواع
يمكن تصنيف مخططات الحراجة الاجتماعية في مجموعات هي: الزراعة الحرجية، والحراجة المجتمعية، وحراجة الملحقات، والحراجة الزراعية.

### الزراعة الحرجية
هو مصطلح يُطلق على العملية التي يزرع فيها المزارعون الأشجار لأغراض تجارية وغير تجارية في أراضيهم الزراعية. في الوقت الحاضر، يُروَّج في جميع البلدان تقريبًا التي تُنفَّذ فيها برامج الحراجة الاجتماعية لكل من الزراعة الحرجية التجارية وغير التجارية بطريقة أو بأخرى. يُشجع المزارعون الأفراد على زراعة الأشجار في أراضيهم الزراعية لتلبية احتياجات الأسرة. في العديد من المناطق، توجد عادة زراعة الأشجار في الأراضي الزراعية. تشكل الزراعة الحرجية غير التجارية المحور الرئيسي لمعظم مشاريع الحراجة الاجتماعية في البلاد اليوم. ليس من الضروري دائمًا أن يزرع المزارعون الأشجار من أجل الحصول على الوقود الخشبي، ولكن في أغلب الأحيان يهتمون بزراعة الأشجار دون وجود أي دافع اقتصادي. قد يرغبون في توفير الظل للمحاصيل الزراعية، أو كمصدات رياح، أو لمنع انجراف التربة أو لاستخدام الأراضي الجرداء. الزراعة الحرجية هي تسمية أخرى للحراجة الزراعية والتي تُعدّ جزءًا من الحراجة الاجتماعية.
نظرًا للطلب الضخم على الورق المصنوع من ألياف السيللوز الخام، أصبحت صناعة عجينة الورق والورق أحد المحركات الرئيسية للطلب على أنواع محددة من الأشجار مثل الأوكاليبتوس، والأكاسيا، واللوسينيا، والكَزوَرينا. كتقدير تقريبي، يبلغ إجمالي الطلب على خشب عجينة الورق 10 ملايين طن متري جاف هوائيًا (أي تكون رطوبة الخشب 10%). رابطة مصنعي الورق الهندية هي منظمة جامعة لصناعة عجينة الورق والورق في الهند، تنسق وتقود جهود زراعة الأشجار للمنظمات الأعضاء في الهند.

### الحراجة المجتمعية
يُنَفذ مخطط آخر في إطار برنامج الحراجة الاجتماعية وهو تربية الأشجار في الأراضي المجتمعية وليس في الأراضي الخاصة كما في الزراعة الحرجية. تهدف جميع تلك البرامج إلى توفير خدماتها للمجتمع ككل وليس للأفراد. يقع على عاتق الحكومة توفير البذار والأسمدة، ولكن مسؤولية حماية الأشجار تقع على عاتق أفراد المجتمع. تدير بعض المجتمعات الغابات المزروعة بصورة عقلانية ومستدامة تحصل فيها القرية على المنافع بشكل مستمر. استغل البعض الآخر الأخشاب وباعوها لتحقيق ربح فردي قصير الأجل. نظرًا إلى أن الأراضي العامة ملك للجميع فمن السهل جدًا استغلالها. على مر السنوات التسعة عشرة الأخيرة، حدثت عمليات زراعة لأشجار الأوكاليبتوس، كنبات مُدخَل سريع النمو وهذا ما جعله جزءًا من حملة إعادة تشجير شبه القارة الهندية، ووفر ذلك إمدادات كافية من الأخشاب للمجتمعات الريفية.

### حراجة الملحقات
تسمى أيضًا الحراجة الريفية. تعرف زراعة الأشجار على جوانب الطرقات وقنوات وخطوط السكك الحديدية إلى جانب زراعة الأراضي الجرداء بـ«حراجة الملحقات»، وتهدف إلى زيادة حدود الغابات. شهد هذا المشروع إنشاء مزارع صغيرة للأشجار الحراجية في الأراضي العامة في القرى، وفي الأراضي الجرداء الحكومية، وأراضي مجالس القرى.
تُنفذ مخططات لتشجير الغابات الحكومية المتدهورة القريبة من القرى في جميع أنحاء البلاد.

### الزراعة الحرجية
تندرج في إطار الحراجة الريفية. في الزراعة الحرجية، تُجمع ممارسات تربية الغابات مع زراعة المحاصيل الحقلية مثل المحاصيل البقولية، مع زراعة البساتين وتربية الماشية على قطعة الأرض ذاتها. يُمكن فهم الزراعة الحرجية في لغة الإنسان العادي بأنها زراعة الأشجار الحراجية إلى جانب المحاصيل الزراعية في قطعة الأرض نفسها.
يمكن تعريف الزراعة الحرجية بلغة أكثر علمية على أنها نظام استخدام مستدام للأرض يحافظ على الإنتاج الإجمالي أو يزيد منه عن طريق جمع المحاصيل الغذائية مع الأشجار الحراجية وتربية الماشية على نفس وحدة الأرض، باستخدام ممارسات إدارية تهتم بالخصائص الاجتماعية والثقافية للسكان المحليين والحالة الاقتصادية والبيئية للمنطقة المحلية.

## الأهداف
أحدثت خطط الحراجة الاجتماعية عند بدئها في جميع أنحاء الهند فرقًا في الغطاء الحرجي وقدمت المنافع للمجتمعات الريفية والحضرية. تتضمن الأهداف الرئيسية لهذه الخطط:
1. تحسين البيئة بهدف حماية الزراعة من العوامل المناخية الضارة
2. زيادة توفير الوقود الخشبي للاستخدامات المنزلية، والأخشاب من أجل بناء المنازل الريفية، والعلف للماشية، والمنتجات الحرجية غير الخشبية للصناعات المحلية
3. زيادة جمال المناظر الطبيعية؛ عن طريق إنشاء الغابات الترفيهية في المناطق الريفية والحضرية
4. توفير فرص عمل للعمال الذين لا يملكون خبرات
5. إعادة تأهيل الأراضي
6. رفع مستوى المعيشة ونوعية الحياة لسكان الريف والمدينة.

### المهمة
- تنفيذ برنامج تشجير على أساس الاحتياجات ومحددة الأجل، مع التركيز بشكل خاص على تطوير استثمار جميع الأراضي الخالية والغابات المتدهورة بهدف توفير الوقود الخشبي والأعلاف.
- تشجير المناطق التي تعرضت للحرائق ومناطق المناجم المهجورة.
- زراعة أشرطة من أنواع الأشجار سريعة النمو على جوانب الطرقات العامة، والأنهار، والجداول، وقنوات الري.
- تشجير الأراضي غير المستخدمة بشكل كامل ذات الملكية الحكومية، أو الخاصة، أو المملوكة من قبل المؤسسات.
- الأحزمة الخضراء في المناطق الحضرية والصناعية.
- أحزمة الحماية (التي تكون عادة أكثر اتساعا من مصدات الرياح) بهدف الحماية من الرياح والشمس لمساحات أكبر من حقل واحد وبنمط محدد.
- الحراجة الزراعية بصورة زراعة صفوف الأشجار على حدود الحقول وأشجار فردية في الأراضي الزراعية الخاصة بالإضافة إلى إحاطة المزارع والبساتين بمصدات الرياح عن طريق زراعة صف أو صفين من الأشجار.
- زراعة الأشجار المزهرة والشجيرات لتكون غابات ترفيهية في المناطق الريفية والحضرية.
- تحقيق مشاركة شعبية تتضمن النساء والشباب في حفظ الغابات والحياة البرية والبيئة.
- نشر الوعي البيئي، والاحتفال بمهرجان الغابات، ويوم البيئة، وأسبوع الحياة البرية.